# Antonio Maria Jaci
Antonio Maria Jaci (Napoli, 15 ottobre 1739 – Messina, 5 febbraio 1815) è stato un presbitero, matematico e astronomo italiano.

## Biografia
Pur essendo nato a Napoli da padre napoletano, Nicolò, sua madre, Agata Ferrara, era messinese. 
Rimasto orfano da bambino, venne accudito dallo zio materno Annibale. Studiò filosofia e scienze naturali presso le scuole dei Padri Gesuiti, e si laureò all'Università di Messina in matematica, fisica e medicina. 
Nel 1757 decide di abbracciare la carriera ecclesiastica ma, sempre a causa delle sue modeste condizioni socio-economiche, fu solo nel 1765 che ottenne gli ordini sacerdotali quando riuscì a costituirsi il patrimonio di prete grazie a una sovvenzione che ricevette da un nobile chierico messinese, Giacomo Stagno Colonna, suo devoto discepolo.
Nel 1780 si recò a Napoli nella speranza di ottenere una cattedra presso il Collegio Nautico, che in quel periodo cercava un docente, senza riuscirci. Fu così costretto a tornare a Messina dove invece ottenne l'insegnamento di filosofia e matematica presso il Seminario Arcivescovile con una paga bassissima.
L'invenzione per la quale oggi è ricordato fu la meridiana centrale del Duomo di Messina, commissionatagli dall'Accademia dei Pericolanti (di cui era socio come "Il Sicuro") e costruita nel 1804, apparentemente non in linea con le innovazioni del Piazzi . Essa fu danneggiata nel terremoto del 1908 e poi definitivamente distrutta dalle bombe della II guerra mondiale del 13 giugno 1943.
Un'altra invenzione fu la cosiddetta "ampolletta mercuriale" con la quale era possibile calcolare la longitudine in mare aperto. Il problema del calcolo della longitudine aveva impegnato per decenni gli scienziati, per essere risolto poi, nel corso del XVIII secolo, dal falegname inglese John Harrison. Il Parlamento inglese aveva istituito nel 1714 un premio di 20.000 sterline (pari a circa 1 milione di euro del 2010). Il premio venne assegnato definitivamente a John Harrison solo nel 1773, che però, non venne mai dichiarato ufficialmente vincitore. Harrison aveva 80 anni.
Nonostante i numerosi inviti che ebbe da personalità illustri e rinomate accademie di scienze, non lasciò mai Messina. «La terra che mi accolse infante e si ha avuta tutta la mia vita, si abbia ancor essa le mie ceneri.», ebbe a dire. Ormai cieco, vivendo di un misero sussidio di 50 lire al mese conferitogli dal Senato Messinese, muore per le conseguenze di un ictus cerebrale il 5 febbraio 1815 in completa povertà, all'interno di una baracca che egli stesso s'era costruito dopo il terremoto del 1783, sita in quella che oggi è piazza Casa Pia.
Fu sepolto nella Chiesa di Santa Maria di Porto Salvo, ma successivamente le sue spoglie sparirono in seguito ad una alluvione.
Secondo lo Scinà, Jaci lasciò manoscritti: Elementi analitici contenenti l'intero corso dell'analisi, la Natura del caso irriducibile, e i Primi rudimenti del calcolo differenziale ed integrale; l'Esame del sistema newtoniano, ed una nuova teoria sovra i colori.

## Onorificenze
La città di Messina, in suo onore gli intitolò l'Istituto Tecnico Commerciale e per il Turismo, sito in via Cesare Battisti, ed anche una strada del centro.  

## Opere
- Metodo facile per ritrovare la longitudine idrografica coll'ajuto dell'ampolletta mercuriale, e del termometro, ad uso de' piloti ecc., Messina, per Giuseppe di Stefano, 1787 (originale on-line)
- L'Orizzonte della longitudine, o sia la nuova macchina con la quale due osservando gli astri possono calcolare la longitudine, la latitudine, e l'azzimut della nave, Messina, 1798.
- Dissertazione dell'ab. Jaci sopra l'equazioni cubiche e il caso irriducibile, inserita nell'Aritmetica e Geometria in compendio di Giuseppe Felice Stagno, stampata nel 1811.
- La longitudine in mare, ovvero nuova aggiunta all'Orizzonte, Messina, 1813.